# Sibiu Cycling Tour 2023
Il Sibiu Cycling Tour 2023, tredicesima edizione della manifestazione, valido come prova dell'UCI Europe Tour 2023, si svolse dal 6 al 9 luglio 2023 su un percorso di 656,6 km, suddiviso in 3 tappe più 2 semitappe, con partenza e arrivo a Sibiu, in Romania La vittoria fu appannaggio del britannico Mark Donovan, il quale completò il percorso in 15h32'44" alla media di 45,869 kmh, precedendo il belga Lennert Van Eetvelt ed il ceco Jakub Otruba.
Sul traguardo di Sibiu 124 ciclisti, dei 132 partenti, portarono a termine la competizione.

## Tappe
| Tappa  | Data     | Percorso                          | km    | Vincitore di tappa    | Leader cl. generale |
| ------ | -------- | --------------------------------- | ----- | --------------------- | ------------------- |
| 1ª     | 6 luglio | Sibiu > Sibiu                     | 199   | Sam Bennett           | Sam Bennett         |
| 2ª     | 7 luglio | Sibiu > Lago Bâlea                | 155   | Lennert Van Eetvelt   | Lennert Van Eetvelt |
| 3ª     | 8 luglio | Brezoi > Păltiniș                 | 202   | Maximilian Schachmann | Matteo Badilatti    |
| 4ª-1ª  | 9 luglio | Sibiu > Sibiu                     | 97,3  | Sam Bennett           | Matteo Badilatti    |
| 4ª-2ª  | 9 luglio | Sibiu > Sibiu (cron. individuale) | 3,3   | Marceli Bogusławski   | Mark Donovan        |
| Totale | Totale   | Totale                            | 656,6 |                       |                     |

## Squadre e corridori partecipanti
Hanno partecipato 132 ciclisti di 22 squadre
| N.      | Cod. | Squadra                           |
| ------- | ---- | --------------------------------- |
| 1-6     | BOH  | Bora-Hansgrohe                    |
| 11-16   | LTD  | Lotto Dstny                       |
| 21-26   | UXT  | Uno-X Pro Cycling Team            |
| 31-36   | COR  | Corratec Selle Italia             |
| 41-46   | GBF  | Green Project-BardianiCSF-Faizanè |
| 51-56   | Q36  | Q36.5 Pro Cycling Team            |
| 61-66   | SDO  | Sofer-Savini Due-OMZ              |
| 71-76   | MEN  | MENtoRISE Elite Team              |
| 81-86   | ATT  | ATT Investments                   |
| 91-96   | EFD  | EF Education-Nippo DT             |
| 101-106 | IWD  | Work Service-Vitalcare-Dynatek    |

| N.      | Cod. | Squadra                            |
| ------- | ---- | ---------------------------------- |
| 111-116 | ABC  | Abloc CT                           |
| 121-126 | TER  | Technipes #inEmiliaRomagna         |
| 131-136 | TDT  | TDT-Unibet                         |
| 141-146 | MSP  | HRE Mazowsze Serce Polski          |
| 151-156 | GLC  | Global 6 Cycling                   |
| 161-166 | GEF  | General Store-Essegibi-F.lli Curia |
| 171-176 | BAI  | Bike Aid                           |
| 181-186 | MGK  | MG.K Vis Colors for Peace          |
| 191-196 | ADD  | Alpecin-Deceuninck DT              |
| 201-206 | SVL  | Saris Rouvy Sauerland Team         |
| 211-216 | ROM  | Romania                            |

## Dettagli delle tappe

### 1ª tappa
- 6 luglio: Sibiu > Sibiu - 199 km

Risultati
| Pos. | Corridore      | Squadra | Tempo    |
| ---- | -------------- | ------- | -------- |
| 1    | Sam Bennett    | Bora    | 4h13'19" |
| 2    | Milan Menten   | Lotto   | s.t.     |
| 3    | M. Schwarzmann | Lotto   | s.t.     |

| Pos. | Corridore    | Squadra | Tempo    |
| ---- | ------------ | ------- | -------- |
| 1    | Sam Bennett  | Bora    | 4h13'09" |
| 2    | Daniel Turek | ATT     | a 2"     |
| 3    | Milan Menten | Lotto   | a 4"     |

### 2ª tappa
- 7 luglio: Sibiu > Lago Bâlea - 155 km

Risultati
| Pos. | Corridore           | Squadra | Tempo    |
| ---- | ------------------- | ------- | -------- |
| 1    | Lennert Van Eetvelt | Lotto   | 3h48'24" |
| 2    | Matteo Badilatti    | Q36.5   | a 24"    |
| 3    | Mark Donovan        | Q36.5   | s.t.     |

| Pos. | Corridore           | Squadra | Tempo    |
| ---- | ------------------- | ------- | -------- |
| 1    | Lennert Van Eetvelt | Lotto   | 8h01'33" |
| 2    | Matteo Badilatti    | Q36.5   | a 28"    |
| 3    | Mark Donovan        | Q36.5   | a 30"    |

### 3ª tappa
- 8 luglio: Brezoi > Păltiniș - 202 km

Risultati
| Pos. | Corridore        | Squadra     | Tempo    |
| ---- | ---------------- | ----------- | -------- |
| 1    | M. Schachmann    | Bora        | 5h13'17" |
| 2    | Jakub Otruba     | ATT         | a 18"    |
| 3    | Filippo Fiorelli | Gr. Project | s.t.     |

| Pos. | Corridore        | Squadra | Tempo     |
| ---- | ---------------- | ------- | --------- |
| 1    | Matteo Badilatti | Q36.5   | 13h15'36" |
| 2    | Mark Donovan     | Q36.5   | a 2"      |
| 3    | Jakub Otruba     | ATT     | a 5"      |

### 4ª tappa - 1ª semitappa
- 9 luglio: Sibiu > Sibiu - 97,3 km

Risultati
| Pos. | Corridore      | Squadra | Tempo    |
| ---- | -------------- | ------- | -------- |
| 1    | Sam Bennett    | Bora    | 2h12'43" |
| 2    | Milan Menten   | Lotto   | s.t.     |
| 3    | M. Schwarzmann | Lotto   | s.t.     |

| Pos. | Corridore        | Squadra | Tempo     |
| ---- | ---------------- | ------- | --------- |
| 1    | Matteo Badilatti | Q36.5   | 15h28'19" |
| 2    | Mark Donovan     | Q36.5   | a 2"      |
| 3    | Jakub Otruba     | ATT     | a 5"      |

### 4ª tappa - 2ª semitappa
- 9 luglio: Sibiu > Sibiu Cronometro individuale - 3,3 km

Risultati
| Pos. | Corridore      | Squadra    | Tempo |
| ---- | -------------- | ---------- | ----- |
| 1    | M. Bogusławski | Alpecin DT | 4'19" |
| 2    | Sam Bennett    | Bora       | a 1"  |
| 3    | Tomáš Kopecký  | TDT        | a 2"  |

| Pos. | Corridore           | Squadra | Tempo     |
| ---- | ------------------- | ------- | --------- |
| 1    | Mark Donovan        | Q36.5   | 15h32'44" |
| 2    | Lennert Van Eetvelt | Lotto   | a 8"      |
| 3    | Jakub Otruba        | ATT     | a 12"     |

## Evoluzione delle classifiche
| Tappa              | Vincitore             | Classifica generale Maglia gialla | Classifica a punti Maglia Blu | Classifica scalatori Maglia bianca | Classifica giovani Maglia pois | Classifica sprint Maglia verde | Classifica miglior rumeno Maglia rossa | Classifica a squadre   |
| ------------------ | --------------------- | --------------------------------- | ----------------------------- | ---------------------------------- | ------------------------------ | ------------------------------ | -------------------------------------- | ---------------------- |
| 1ª                 | Sam Bennett           | Sam Bennett                       | Sam Bennett                   | Dominik Bauer                      | Luca Verburg                   | Daniel Turek                   | Cristian Raileanu                      | Bora-Hansgrohe         |
| 2ª                 | Lennert Van Eetvelt   | Lennert Van Eetvelt               | Sam Bennett                   | Lennert Van Eetvelt                | Lennert Van Eetvelt            | Daniel Turek                   | Cristian Raileanu                      | Q36.5 Pro Cycling Team |
| 3ª                 | Maximilian Schachmann | Matteo Badilatti                  | Sam Bennett                   | Antti-Jussi Juntunen               | Lennert Van Eetvelt            | Daniel Turek                   | Cristian Raileanu                      | Q36.5 Pro Cycling Team |
| 4ª/1ª              | Sam Bennett           | Matteo Badilatti                  | Sam Bennett                   | Antti-Jussi Juntunen               | Lennert Van Eetvelt            | Daniel Turek                   | Cristian Raileanu                      | Q36.5 Pro Cycling Team |
| 4ª/2ª              | Marceli Bogusławski   | Mark Donovan                      | Sam Bennett                   | Antti-Jussi Juntunen               | Lennert Van Eetvelt            | Daniel Turek                   | Cristian Raileanu                      | Q36.5 Pro Cycling Team |
| Classifiche finali | Classifiche finali    | Mark Donovan                      | Sam Bennett                   | Antti-Jussi Juntunen               | Lennert Van Eetvelt            | Daniel Turek                   | Cristian Raileanu                      | Q36.5 Pro Cycling Team |

Maglie indossate da altri ciclisti in caso di due o più maglie vinte
- Nella 2ª tappa Milan Menten ha indossato la maglia blu al posto di Sam Bennett.
- Nella 3ª tappa Matteo Badilatti ha indossato la maglia bianca al posto di Lennert Van Eetvelt e Giulio Pellizzari ha indossato quella a pois al posto di Lennert Van Eetvelt.

## Classifiche finali

### Classifica generale - Maglia gialla
| Pos. | Corridore              | Squadra | Tempo     |
| ---- | ---------------------- | ------- | --------- |
| 1    | Mark Donovan           | Q36.5   | 15h32'44" |
| 2    | Lennert Van Eetvelt    | Lotto   | a 8"      |
| 3    | Jakub Otruba           | ATT     | a 12"     |
| 4    | Matteo Badilatti       | Q36.5   | a 20"     |
| 5    | A. Halland Johannessen | Uno-X   | a 21"     |
| 6    | Florian Lipowitz       | Bora    | a 36"     |
| 7    | Eduardo Sepúlveda      | Lotto   | a 56"     |
| 8    | Johannes Kulset        | Uno-X   | a 1'01"   |
| 9    | Márton Dina            | ATT     | s.t.      |
| 10   | Isaac Del Toro         | Messico | a 1'03"   |

### Classifica a punti - Maglia blu
| Pos. | Corridore           | Squadra | Punti |
| ---- | ------------------- | ------- | ----- |
| 1    | Sam Bennett         | Bora    | 78    |
| 2    | Milan Menten        | Lotto   | 48    |
| 3    | Mark Donovan        | Q36.5   | 36    |
| 4    | Jakub Otruba        | ATT     | 32    |
| 5    | Lennert Van Eetvelt | Lotto   | 30    |

### Classifica scalatori - Maglia bianca
| Pos. | Corridore           | Squadra  | Punti |
| ---- | ------------------- | -------- | ----- |
| 1    | AJ. Juntunen        | Abloc CT | 39    |
| 2    | Jakub Otruba        | ATT      | 23    |
| 3    | Lennert Van Eetvelt | Lotto    | 20    |
| 4    | Mark Donovan        | Q36.5    | 20    |
| 5    | Matteo Badilatti    | Q36.5    | 18    |

### Classifica giovani - Maglia a pois
| Pos. | Corridore           | Squadra     | Tempo     |
| ---- | ------------------- | ----------- | --------- |
| 1    | Lennert Van Eetvelt | Lotto       | 15h32'52" |
| 2    | Johannes Kulset     | Uno-X       | a 53"     |
| 3    | Isaac Del Toro      | Messico     | a 55"     |
| 4    | Giulio Pellizzari   | Gr. Project | a 1'49"   |
| 5    | Otto van Zanden     | Abloc CT    | a 10'24"  |

### Classifica sprint - Maglia verde
| Pos. | Corridore          | Squadra    | Punti |
| ---- | ------------------ | ---------- | ----- |
| 1    | Daniel Turek       | ATT        | 38    |
| 2    | Jensen Plowright   | Alpecin DT | 20    |
| 3    | J. Aaskov Pallesen | HRE        | 17    |
| 4    | Yentl Vandevelde   | TDT        | 16    |
| 5    | Sam Bennett        | Bora       | 16    |

### Classifica miglior rumeno - Maglia rossa
| Pos. | Corridore           | Squadra   | Tempo     |
| ---- | ------------------- | --------- | --------- |
| 1    | Cristian Raileanu   | Romania   | 15h43'15" |
| 2    | Iustin-Ioan Văidian | MENtoRISE | a 10'14"  |
| 3    | Emil Dima           | Sofer     | a 24'51"  |
| 4    | GC. Moldansky       | MENtoRISE | a 33'49"  |
| 5    | GB. Duca            | Romania   | a 39'06"  |

### Classifica a squadre
| Pos. | Squadra                         | Tempo     |
| ---- | ------------------------------- | --------- |
| 1    | Q36.5 Pro Cycling Team          | 46h43'33" |
| 2    | Gr. Project-BardianiCSF-Faizanè | a 1'33"   |
| 3    | Bora-Hansgrohe                  | a 4'13"   |
| 4    | Uno-X Pro Cycling Team          | a 6'50"   |
| 5    | Lotto Dstny                     | a 6'57"   |